# 球果赤瓟
球果赤瓟（学名：Thladiantha globicarpa）是葫芦科赤瓟属的植物，为中国的特有植物。分布于中国大陆的广西、湖南、贵州、广东等地，生长于海拔200米至1,200米的地区，多生长于山坡林下、沟谷灌丛和水沟旁，目前尚未由人工引种栽培。